# Jan Pellar
Jan Pellar (22. listopadu 1948 – 27. července 2019) byl český manažer v oblasti zemědělství a chovu koní.
Kolem koní se pohyboval od svých 11 let. Sám se věnoval jezdeckému sportu, později působil jako trenér a hlasatel na závodech.
Vystudoval Vysokou školu zemědělskou, dále byl vedoucím šlechtitelem koní, krátce řídil Dostihové závodiště ve Velké Chuchli a pracoval na ministerstvu zemědělství a v roce 2006 se stal ředitelem Zemského hřebčince v Písku. Za jeho působení proběhla rekonstrukce budov a hřebčinec se stal národní kulturní památkou.
Vývoj českého jezdeckého sportu a jeho spojení s chovatelskou sférou podpořil iniciováním vzniku soutěží Kritérií mladých koní.